# Powerglide

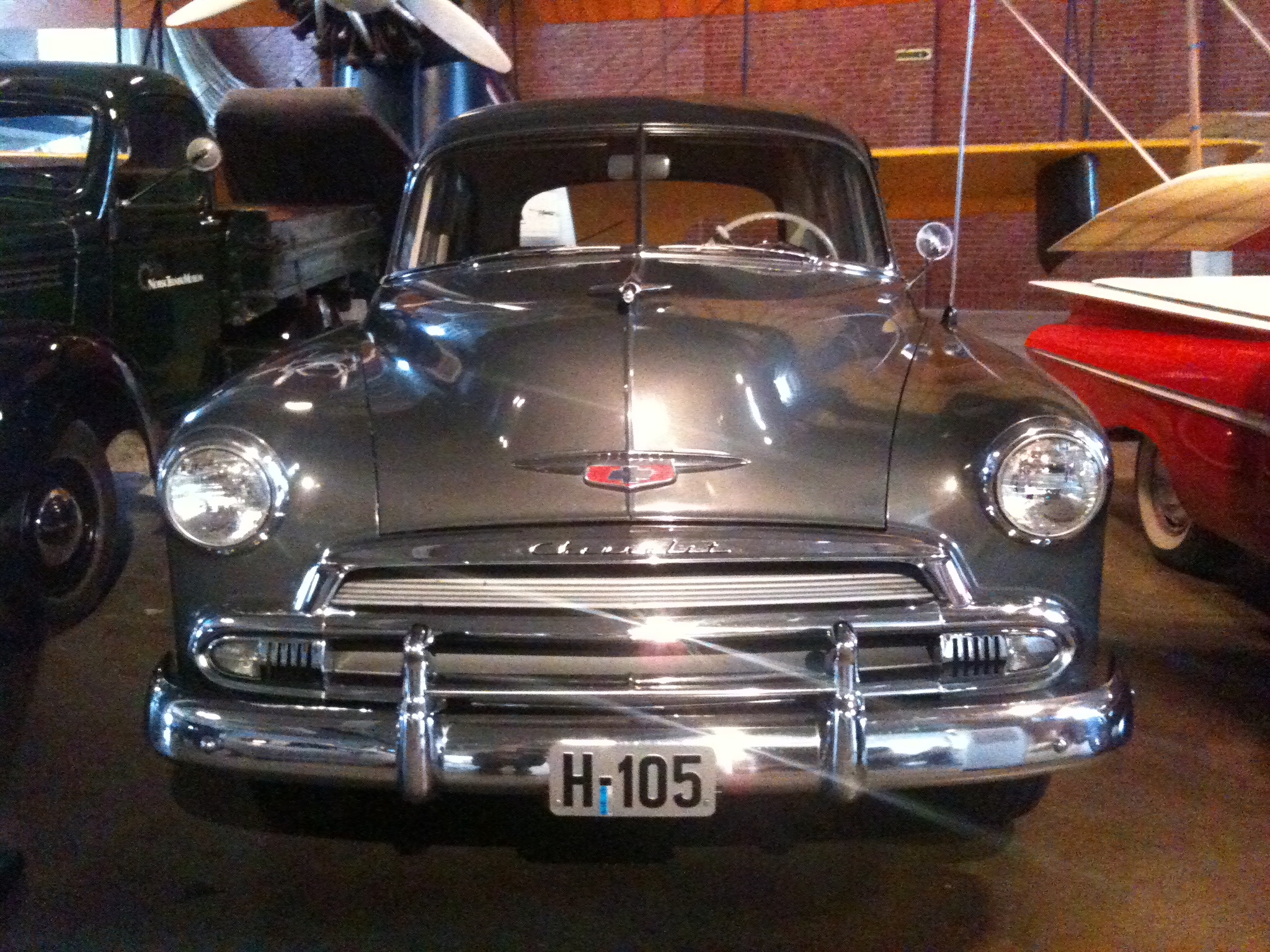
A principios de la década de 1950, el Powerglide de los automóviles Chevrolet se convirtió en un sistema de transmisión avanzado

Powerglide (traducción literal: Potencia-deslizante) es el nombre comercial de una transmisión automática de dos velocidades diseñada por General Motors en la década de 1950. Estuvo disponible principalmente en la gama Chevrolet desde enero de 1950 hasta 1973, aunque algunos modelos Pontiac también utilizaron esta transmisión automática después del incendio de la fábrica de las cajas Hydra-Matic en 1953. Se utilizaron ampliamente en los Pontiac producidos para el mercado canadiense con tren motriz de origen Chevrolet. También se utilizaron con motores Nova en los Jeep DJ-5A producidos en 1968-1970 por Kaiser-Jeep, ampliamente utilizados como vehículos de reparto por la Oficina de Correos de los Estados Unidos. Cuando se introdujo en los modelos Chevrolet de nivel superior en 1950, el sistema Powerglide se convirtió en la primera transmisión automática ofrecida en un automóvil de gama básica; por el contrario, Ford no ofreció su transmisión automática hasta 1951, mientras que los compradores de automóviles Plymouth tuvieron que esperar hasta 1954. Era una transmisión simple y muy duradera, lo que satisfizo a los clientes.

## Historia

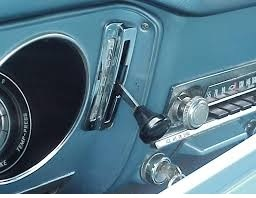
Palanca selectora del sistema Powerglide en un Chevrolet Corvair

Las transmisiones Powerglide de 1950 y 1951 no cambiaban automáticamente entre las marchas «baja» y «alta» (transmisión directa), lo que se tradujo en aceleraciones muy bajas, y muchos conductores arrancaban desde «Baja» y cambiaban a «Conducir» al alcanzar aproximadamente 30-40 mph (48,3-64,4 km/h). Las unidades de 1953 y posteriores, cuando estaban en «Drive», arrancaban en «baja» y automáticamente cambiaban a «alta» a una velocidad determinada por la apertura del acelerador. A mediados de la década de 1950, más de la mitad de todos los Chevrolet nuevos se vendieron con la transmisión Powerglide.
En 1962, GM comenzó a fabricar sistemas Powerglide refrigerados por aire en aluminio, principalmente para su uso en el nuevo modelo Chevy II, que requería una transmisión ligera para su carrocería compacta, de forma que las cajas de hierro fundido dejaron de producirse en 1963. Se ofreció una versión reforzada de la caja Powerglide de Aluminio para automóviles de pasajeros equipados con el motor V8 de 409 pulgadas cúbicas y camionetas Chevrolet que usaban un juego de engranajes planetarios de reducción de 1.76:1, en lugar del habitual 1.82:1. Con un eje de 3.31, la revista Car and Driver registró una velocidad de cambio ascendente a plena marcha de 76 mph (122,3 km/h) hasta directa con el motor 409-4bbl de 340 HP (253,5 kW) en una prueba de carretera. La mayoría de las transmisiones V8/Powerglide venían con el juego de engranajes de relación 1,76. Una excepción notable fue la versión de exportación de la transmisión, que ofrecía solo la relación de 1,82, utilizada por Holden en Australia con sus motores V8 y de 6 cilindros fabricados en Australia. Los vehículos Holden equipados con motores Chevrolet V8 utilizaron el conjunto de engranajes de relación de 1,76.
El Powerglide continuó sirviendo como la principal transmisión automática de Chevrolet durante la década de 1960, cuando una nueva transmisión automática de tres velocidades llamada Turbo-Hydramatic 400 comenzó a introducirse gradualmente en 1965, aunque ya había sido introducida en las gamas Buick y Cadillac en el año anterior.
Por lo general, las transmisiones Powerglide se acoplaban detrás de los motores V8 de bloque pequeño, como el motor de 283 ci, y el motor de seis cilindros en línea de tercera generación y los motores de cuatro cilindros en línea. A finales de la década de 1960, la demanda de transmisiones automáticas de dos velocidades estaba disminuyendo a medida que los compradores se decantaron por las unidades de tres velocidades (Ford, Chrysler y American Motors ya habían cambiado por completo a las automáticas de tres velocidades en ese momento). En 1969, el sistema Turbo Hydramatic 350 de tres velocidades (THM350) se introdujo como una versión ligera del Turbo-Hydramatic 400, y estuvo disponible en prácticamente todos los automóviles y camionetas Chevrolet con motores V8 de seis cilindros pequeños y medianos, así como en los coches de tamaño intermedio de otras divisiones de GM.
El Powerglide permaneció como una opción de transmisión automática de bajo costo principalmente para el Chevrolet Nova con motor de seis cilindros y el Chevrolet Vega de cuatro cilindros, hasta que se eliminó gradualmente después del modelo del año 1973, reemplazado por el Turbo Hydramatic 250. También se utilizaron en los Jeeps DJ-5 'Dispatcher' vendidos para uso comercial ligero, conocidos como vehículos de reparto del Servicio Postal de los Estados Unidos. Su diseño simple y robusto ha llevado a los entusiastas de las carreras de resistencia a seguir trabajando con transmisiones Powerglide, alargando su vida útil efectiva por encima de cinco décadas después de su obsolescencia inicialmente prevista.

## Tipos
Había dos tipos o versiones principales de Powerglide. La transmisión Powerglide introducida en 1950 tenía una caja de hierro fundido y se conoce como «Cast Iron Powerglide», siendo utilizada hasta 1963, cuando fue renovada como «Aluminium Powerglide», con su caja y varios elementos de aluminio. Los primeros modelos estaban refrigerados por aire, mientras que las versiones posteriores de los años 1960 usaban un refrigerante líquido enfriado mediante un radiador. El Powerglide de aluminio y el Tempestorque se utilizaron desde 1962 hasta que fueron reemplazados por la serie de transmisión Turbo-Hydramatic en 1973. El Powerglide de aluminio todavía se usa hoy en día como una transmisión de carreras que goza de la confianza de muchos corredores, principalmente por el hecho de que solo necesita cambiar una vez y por su extrema durabilidad. También es posible comprar todas las piezas necesarias para construir una transmisión Powerglide de aluminio desde cero en la mayoría de los proveedores de piezas de carreras.

## Torque-Drive
Para la gama de modelos del año 1968, Chevrolet introdujo una versión semiautomática del sistema Powerglide, comercializada con el nombre de Torque-Drive. Esta unidad era básicamente un sistema Powerglide sin el modulador de vacío, lo que requería que el conductor cambiara manualmente de marcha entre las marchas «baja» y «alta». El indicador del cuadrante de la palanca selectora en los automóviles con Torque-Drive era Parking-R-N-Hi-1ª. El conductor arrancaba el coche en "1ª", y luego movía la palanca a "Hi" cuando lo desease.
El Torque-Drive solo se ofreció en motores de baja potencia para los Camaro y los Nova. Estaba disponible en el motor Nova de cuatro cilindros y en el motor Turbo-Thrift Six de los Camaro y los Nova. A pesar de su bajo precio de lanzamiento de 68,65 dólares (unos 601 $ en 2023), la mayoría de los compradores aparentemente consideraron que el Torque-Drive era una molestia para cambiar, y por cien dólares más podían obtener una caja Powerglide completamente automática, lo que hizo que de los vehículos con Torque-Drive fueran muy raros. Aparentemente, la transmisión no era muy duradera, ya que dependía de la capacidad del conductor para cambiar de marcha de una manera que no dañara la unidad. Después de 1971, Chevrolet canceló el cambio Torque-Drive y continuó ofreciendo Powerglide hasta 1974, cuando todos los motores se pudieron pedir con el sistema Turbo-Hydramatic de tres velocidades.

## Identificación
Las transmisiones de General Motors tienen marcas para identificarlas:
- Números de fundición en la carcasa y la carcasa de extensión
- Las transmisiones Powerglide se emitieron con la palabra Powerglide a lo largo de la carcasa
- Códigos de lanzamiento de fecha
- Estampado de código de fecha de ensamblaje: puede localizarse en cualquier lugar
- Estampado del número de VIN del chasis o «número de serie de la fuente» - a partir de 1962

Antes de 1967, los números de identificación de la transmisión contenían el código de prefijo de la planta, el mes y la fecha de producción (expresados numéricamente) y un código de turno (D = Día, N = Noche). A partir de 1967, el número de identificación contenía el tipo de transmisión o el prefijo de la planta, la fecha (codificada a continuación) y un código de turno. Las constantes en la decodificación del número de identificación ID son la fecha en que se produjo la transmisión.
- Ejemplo anterior al 67: C213N - (C = Cleveland Powerglide, 13 de febrero, turno de noche)
- Ejemplo posterior a 67: P9E03 - (P = TIPO, 9 = año (1969), E = Mes, 03 = Día del mes)

El número de identificación de la transmisión o el número de serie de la fuente (chasis VIN) generalmente se encuentra cerca del código de transmisión. Este código contendrá un número de identificación de la división, el año del modelo y la planta de ensamblaje y la secuencia de producción (últimos 6 dígitos) del número de identificación del vehículo (VIN) estampado en la transmisión.
- Ejemplo: 19N500001[5]

## Problemas de seguridad
El Powerglide usó una secuencia de la palanca selectora PNDLR hasta 1957, cambiada en 1958 a la secuencia PRNDL ahora estándar. La secuencia anterior había sido criticada por motivos de seguridad, por tener colocada la marcha atrás después de una marcha de avance, en lugar de tener la posición neutral entre la marcha atrás y las de avance. Por ejemplo, un conductor podría sobrepasar fácilmente L y entrar en R, posiblemente causando daños permanentes y /o fallos catastróficos a la mecánica del automóvil, aunque era necesario levantar la palanca de cambios para cambiar a la marcha atrás.

## Turboglide
De 1957 a 1961, Chevrolet también produjo el Turboglide, una transmisión automática de triple turbina continuamente variable con relaciones concurrentes cuyo diseño era similar al del Flight Pitch Dynaflow de Buick, posteriormente llamado Triple Turbine (descripción técnica completa). El Turboglide, que solo se ofrecía con motores V8, era más caro (alrededor de 50 dólares) que el Powerglide y no tuvo una amplia aceptación, en parte debido a fallos en los modelos de 1957-58, que se solucionaron con una versión significativamente mejorada para 1959.

## Corvair Powerglide
El sistema Corvair Powerglide, que utilizaba los principios básicos de diseño del Powerglide, era una opción en el Corvair, un modelo compacto con motor de seis cilindros horizontalmente opuestos, refrigerado por aire y con motor trasero. Estuvo disponible en todos los años de producción del vehículo (1960-1969).

## Intercambio
Muchos Powerglide comparten la misma longitud, eje de salida de 27 estrías y montaje de transmisión que el THM 350; por lo tanto, las transmisiones son fácilmente intercambiables entre sí para los propietarios que desean cajas de tres velocidades en lugar de dos. Otros Powerglide venían con un eje de salida de 16 estrías, incompatibles con el Turbo-Hydramatic.

## Carreras
Aunque es un diseño muy antiguo, el Powerglide todavía tiene un gran número de seguidores en las carreras de resistencia debido a su robustez y simplicidad. También son populares en las carreras sobre pistas de barro  y en las carreras de camiones monstruo. En los primeros años después de su introducción, se conocieron como «Slip-N-Slide Powerglide», debido al acoplamiento de fluido, a diferencia del acoplamiento mecánico de una caja de cambios impulsada por embrague, y también como «transmisión Positive-Pop». Esto último se debe al característico «golpe» o «pop» que se produce cuando la transmisión se pone en marcha desde punto muerto.
Actualmente, Robert Campisi de Australia tiene el récord mundial de la carrera más rápida con una transmisión Powerglide, marcando 5,95 segundos a 260 mph en su Ford Mustang Twin Turbo en septiembre de 2011.